# Isodaphne albolineata
Isodaphne albolineata é uma espécie de gastrópode do gênero Isodaphne, pertencente a família Raphitomidae.